# Leptoceryx pusilla
Leptoceryx pusilla är en fjärilsart som beskrevs av Sergius G. Kiriakoff 1953. Leptoceryx pusilla ingår i släktet Leptoceryx och familjen björnspinnare. Inga underarter finns listade i Catalogue of Life.